# Liste de logiciels Python
 (septembre 2018).
Le langage de programmation Python est activement utilisé par de nombreuses personnes, aussi bien dans l'industrie que dans le monde académique pour une large gamme d'applications.
Pour les implémentations, voir implémentations en Python.

## Environnements de Développement Intégrés pour Python
- Atom, un IDE multiplateforme open source avec saisie semi-automatique, aide et autres fonctionnalités Python
- Boa Constructor[1], un IDE multiplate-forme pour le développement en Python.
- EasyEclipse[2], un IDE open source pour Python et d'autres langages.
- Eclipse avec le plug-in Pydev[3]. Eclipse supporte de nombreux autres langages.
- Eric[4], un IDE pour Python et Ruby.
- Geany, un IDE pour le développement Python et d'autres langages.
- Jupyter Notebook, un IDE qui prend en charge markdown, Python, Julia, R et plusieurs autres langages.
- Koding un environnement de développement gratuit en ligne pour plusieurs langages de programmation dont Python.
- Komodo IDE un IDE pour Python, Perl, PHP et Ruby.
- NetBeans, écrit en Java et tourne partout où une JVM est installée.
- Ninja-IDE[5], logiciel gratuit, écrit en Python et Qt, le nom Ninja vient de « Ninja-IDE Is Not Just Another IDE ».
- PIDA, un IDE open source écrit en Python capable d'embarquer d'autres éditeurs de texte, tels que Vim.
- PyCharm, un IDE propriétaire et open source pour le développement Python.
- PyScripter, un IDE gratuit et open source pour le développement Python sous Windows.
- PythonAnywhere[6], un IDE en ligne avec service d'hébergement Web.
- Pythonista[7], un IDE commerciale pour Python sur iOS.
- Python Tools for Visual Studio, un plug-in gratuit et open-source pour Visual Studio.
- Replit (en), un IDE en ligne qui accepte plusieurs langages tels que JavaScript, Python, Go, C++, Node.js ou Rust.
- Rodeo[8], un IDE gratuit et open source, pour l'analyse de données, ayant une certaine ressemblance avec RStudio. Il est développé par ŷhat, une entreprise basée à New York.
- Spyder, un IDE multi-plateforme, libre et complet avec notamment un système de plugin, console intégrée et appel de kernel distant.
- Stani's Python Editor (SPE), un IDE multiplateforme pour le développement Python.
- Sublime Text, un éditeur de texte.
- Thonny, un IDE conçu pour débutant.
- Webware for Python, une suite d'outils de programmation pour construire des applications web en Python.
- Wing IDE, un IDE multiplate-forme propriétaire avec des versions/licences gratuites pour Python, et une interface possible en français.

## Gestionnaires de package Python et distributions Python
- Anaconda, distribution Python avec le gestionnaire de package conda
- Enthought (en), Enthought Canopy Python avec le gestionnaire de package Python
- pip, système de gestion utilisé pour installer et gérer les packages logiciels écrits en Python
- Python(x,y) un « logiciel gratuit de développement scientifique et d'ingénierie pour des calculs numériques, de l'analyse de données et de la visualisation de données basé sur le langage de programmation Python, l'interface utilisateur graphique Qt et l'environnement de développement scientifique interactif Spyder »[9]

## Applications
- Anki, logiciel de cartes-mémoires avec la répétition espacée
- Anaconda, installateur pour les distributions GNU/Linux dérivées de Red Hat (Red Hat Linux, CentOS, Fedora).
- Ansible, moteur de gestion de configuration d'ordinateurs combinant le déploiement de logiciels multi-nœuds et l'exécution de tâches ad hoc
- Bazaar, un système distribué de gestion de versions libre
- BitTorrent, client original, avec de nombreux dérivés
- Blender, un programme d'art et d'animation 3D avec un moteur de jeu. Autorise Python pour des scripts dans le moteur de jeu, dans la modélisation et dans l'animation
- BuildBot, un système d'intégration continu
- Calibre, un outil de gestion d'e-book open source
- Chandler, un gestionnaire d'informations personnelles incluant un calendrier, un e-mail, des tâches et des notes qui ne sont pas actuellement en développement
- Cinema 4D, un programme d'art et d'animation 3D pour créer des intros et du texte en 3 dimensions.Il intègre une console de scripts Python.
- Conch, implémentation du protocole de transfert de fichier SSH sous Twisted
- Deluge, un client BitTorrent pour GNOME
- DNF, gestionnaire de paquets de Fedora.
- Dropbox, un service web d'hébergement de fichiers
- emesene, un substitut de MSN/WLM
- EventGhost, un outil d'automatisation gratuit et open-source pour Windows
- Exaile, un lecteur audio open source
- Gajim, un client de messagerie instantanée pour le protocole XMPP
- GlobaLeaks, framework open-source de lanceur d'alerte
- GRAMPS, un logiciel de généalogie open source
- Gwibber, un client de microblogging
- Getting Things Gnome!, un gestionnaire de to-do liste pour l'environnement Gnome basé sur la philosophie de Getting Things Done
- Hexinator, un outil de modélisation pour les fichiers binaires. Utilise Python pour l'implémentation de types de données personnalisés, logique étendue d'analyse syntaxique et autres tâches.
- Image Packaging System, un système de gestion de paquets avancé, multiplateformes, principalement utilisé dans le système d'exploitation Solaris et les dérivés OpenSolaris
- Juice, un téléchargeur de podcasts populaire
- Mercurial un outil de gestion de sources distribué et multi-plateformes
- Miro, une application multi-plateformes de télévision par internet
- MicroHOPE IDE est un système de développement de micro-contrôleurs basé sur Atmel ATmega32. Développé en python par I'UAC (New Delhi) et publié en tant que matériel ouvert.
- Morpheus, un logiciel client/serveur de partage de fichier exploité par l'entreprise StreamCast
- MusicBrainz Picard, un éditeur de tag MusicBrainz multiplateformes
- NeuroKit2 un logiciel dédié au traitement de données physiologiques
- Nicotine, un client PyGTK Soulseek
- OpenLP, logiciel de projection de paroles
- OpenShot Video Editor
- OpenStack, une plate-forme d'informatique dans les nuages IaaS
- Pip, un gestionnaire de paquets utilisé pour installer et gérer des paquets logiciels Python comme ceux du dépôt de logiciels Python Package Index (PyPI)
- Pitivi, un éditeur vidéo non linéaire. Écrit en Python, il comporte depuis septembre 2020, une console permettant de faire des modifications dynamiques en python sur la vidéo.
- Poezio, client XMPP en console.
- Quake Army Knife, un environnement pour développer des cartes 3D pour des jeux basés sur le moteur Quake
- Quod Libet, un lecteur de musique multiplateformes gratuit et open-source, éditeur de tags et organiseur de bibliothèques
- Resolver One, une feuille de calcul
- RhodeCode, un gestionnaire de code source basé sur Python pour les dépôts Git, SVN et Mercurial [10]
- SABnzbd, un téléchargeur de binaires Usenet
- Sage (sagemath) combine plus de 20 principaux paquets opensource de math et fournit une interface web facile à utiliser avec l'aide de Python
- Samba (informatique), l'implémentation libre du protocole SMB et d'Active Directory, utilise Python pour tous les outils de management (samba-tool), le système de build WAF et une partie du système de test
- SCons, un outil pour construire des logiciels
- SpecScripter, logiciel de scénarisation, construction d'histoires et d'analyse/critique de screenplay
- Stellar, un moteur de jeu python multiplateformes inspiré par Game Maker[11]
- Tryton, une plateforme d'application informatique à trois niveaux évoluée à but généraliste
- Ubuntu Software Center, un gestionnaire de paquets graphique, installé par défaut dans Ubuntu 9.10 et supérieur
- Wammu, un utilitaire de gestion de téléphone mobile
- Wapt (logiciel), un logiciel de déploiement de logiciel et de configuration pour les environnements Windows
- Wicd, un gestionnaire de réseaux pour Linux
- WikidPad[12], planificateur gratuit de type wiki pour des idées, des listes de tâches, des contacts, etc. avec des liens de type wiki entre les pages.
- YunoHost, distribution basée sur Debian GNU/Linux, ayant pour objectif de faciliter l’auto-hébergement.
- Xpra (en), un outil qui exécute des clients X-Windows, généralement sur un hôte distant, et dirige leur affichage vers la machine locale

## Applications Internet
- Bitmessage un logiciel de messagerie chiffrée décentralisé

## Jeux vidéo
- Bridge Commander
- Civilization IV utilise Python pour la majorité de ses tâches
- Disney's Toontown Online est écrit en Python et utilise Panda3D pour ses graphiques
- Battlefield 2 utilise Python pour tous ses addons et un grand nombre de ses fonctionnalités
- Eve Online utilise Stackless Python
- Freedom Force
- Frets on Fire est écrit en Python et utilise Pygame
- The Temple of Elemental Evil, a computer role-playing game based on the classic Greyhawk Dungeons & Dragons campaign setting
- Unity of Command (video game) is an operational-level wargame about the 1942/43 Stalingrad Campaign on the Eastern Front.
- Vampire: The Masquerade – Bloodlines, a computer role-playing game based on the World of Darkness campaign setting
- Vega Strike, un simulateur de l'espace open source, qui utilise Python pour ses scripts internes
- World of Tanks utilise Python pour la majorité de ses tâches

## Frameworks graphiques
- Pygame, liaisons Python pour SDL
- Panda3D, un moteur de jeu 3D pour Python
- Python Imaging Library, un module pour travailler les images
- Python-Ogre, des liaisons en langage Python pour le moteur OGRE 3D
- Soya3D, un moteur de jeu 3D de haut-niveau pour Python

## Usages commerciaux
- CCP hf utilise Stackless Python in both its server and client side applications for its MMO Eve Online[13]
- NASA is using Python to implement a CAD/CAE/PDM repository and model management, integration, and transformation system which will be the core infrastructure for its next-generation collaborative engineering environment. It is also the development language for OpenMDAO, a framework developed by NASA for solving multidisciplinary design optimization problems.
- "Python has been an important part of Google since the beginning, and remains so as the system grows and evolves. Today dozens of Google engineers use Python."[14]
- reddit était initialement écrit en Common Lisp mais a été réécrit en Python en 2005[15]
- Yahoo! Groups utilise Python "pour maintenir ses discussions de groupe"
- YouTube utilise Python pour « pour produire des fonctionnalités maintenables en un temps record avec le moins de développeurs »[14]
- Enthought uses python as the main language for countless custom applications in Geophysics, Financial applications, Astrophysics, simulations for consumer product companies, ...
- EDF utilise Python pour leur solveur d'éléments finis Code Aster en combinaison avec Fortran